# I Democratici
I Democratici per l’Ulivo (Die Demokraten für den Olivenbaum) bzw. I Democratici (Die Demokraten) waren eine italienische politische Partei, die von Februar 1999 bis März 2002 bestand. Sie wurde von Romano Prodi mit dem Ziel einer Sammlung der Gruppen und Parteien der Mitte bzw. linken Mitte gegründet. Als Symbol wählte die Partei den Esel, übernommen von der Demokratischen Partei der USA. Ihre Ausrichtung war teils sozialliberal, teils christlich-sozial sowie entschieden pro-europäisch. Sie gehörte der Europäischen Liberalen, Demokratischen und Reformpartei (ELDR) an.

## Geschichte

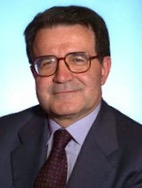
Parteigründer Romano Prodi

I Democratici waren eine Fusion von mehreren Kleinparteien: der sozialliberalen Unione Democratica, der Anti-Mafia-Partei La Rete von Leoluca Orlando, die grüne und christlich-soziale Elemente hatte, sowie der populistischen Anti-Korruptions-Partei Italia dei Valori des Staatsanwalts Antonio Di Pietro. Als weitere Komponenten kam das Movimento per l’Ulivo, bestehend aus Komitees parteiloser Prodi-Unterstützer (Comitati Prodi), sowie das Netzwerk Centocittà von Bürgermeistern des Mitte-links-Lagers, z. B. den Bürgermeistern von Rom und Venedig, Francesco Rutelli und Massimo Cacciari, hinzu. All diese Parteien und Gruppierungen unterstützten die damals amtierende Mitte-links-Regierung des L’Ulivo-Bündnisses unter Massimo D’Alema. 
Gründungsvorsitzender war Romano Prodi, er gab den Parteivorsitz jedoch nach seiner Wahl zum EU-Kommissionspräsidenten an Arturo Parisi ab. Bei der Europawahl im Juni 1999 erhielten I Democratici 7,7 % der Stimmen, was 6 der 87 italienischen Mandate im Europäischen Parlament entsprach. Ihre Europaabgeordneten schlossen sich der liberalen ELDR-Fraktion an. Parisi schlug Anfang 2000 den Democratici di Sinistra („Linksdemokraten“) eine Fusion zu einer großen Mitte-links-Partei vor, was dort jedoch auf Ablehnung stieß. Die Idee wurde erst sieben Jahre später in Form der Partito Democratico in die Tat umgesetzt. Antonio Di Pietro und seine Partei Italia dei Valori verließen I Democratici (und das Mitte-links-Lager insgesamt) im Juni 2000 im Streit.
Zu den Parlamentswahlen 2001 bildeten I Democratici eine gemeinsame Liste mit der christdemokratischen Partito Popolare Italiano (PPI), der liberalen Reformpartei Rinnovamento Italiano (RI) des Finanzexperten und ehemaligen Übergangspremiers Lamberto Dini und der christdemokratischen Splitterpartei UDEUR unter der Bezeichnung La Margherita („Die Margerite“). Ihr Spitzenkandidat war Francesco Rutelli, der zugleich Ministerpräsidenten-Kandidat des breiten Mitte-links-Bündnisses L’Ulivo war. La Margherita erhielt 14,5 % der Stimmen, insgesamt verlor das Mitte-links-Lager die Wahl und ging in die Opposition gegen die zweite Regierung Silvio Berlusconis. 
I Democratici, PPI und RI fusionierten im März 2002 zur Partei Democrazia è Libertà – La Margherita unter Führung Rutellis. Diese wiederum ging 2007 mit den Linksdemokraten in der Mitte-links-Sammelpartei Partito Democratico auf.